# Sennah Vanhoeijen
Sennah Vanhoeijen (8 februari 2004) is een Belgische atlete, gespecialiseerd in het verspringen en de meerkamp. Ze werd tweemaal Belgisch kampioene.

## Loopbaan
Vanhoeijen nam in 2022 op de zevenkamp deel aan de wereldkampioenschappen U20 in Cali. Ze behaalde een achtste plaats. Een jaar nadien nam ze op hetzelfde onderdeel deel aan de Europese kampioenschappen U20 in Jeruzalem. Ze behaalde een tiende plaats.
In 2023 werd Vanhoeijen voor het eerst Belgisch kampioene verspringen. Het jaar nadien kon ze met een persoonlijk record haar titel verlengen.
Club
Vanhoeijen is aangesloten bij Atletiekclub Deinze.

## Belgische kampioenschappen
Outdoor
| Onderdeel   | Jaar       |
| ----------- | ---------- |
| verspringen | 2023, 2024 |

## Persoonlijke records
Outdoor
| Onderdeel    | Prestatie | Wind      | Datum           | Plaats    |
| ------------ | --------- | --------- | --------------- | --------- |
| 200 m        | 24,80 s   | + 1,1 m/s | 28 mei 2022     | Herentals |
| 800 m        | 2.21,21   |           | 22 juni 2025    | Arona     |
| 100 m horden | 14,27 s   | + 0,9 m/s | 28 mei 2022     | Herentals |
| hoogspringen | 1,75 m    |           | 3 augustus 2022 | Cali      |
| verspringen  | 6,27 m    | +1,4 m/s  | 30 juni 2024    | Brussel   |
| kogelstoten  | 13,42 m   |           | 21 juni 2025    | Arona     |
| speerwerpen  | 43,40 m   |           | 22 juni 2025    | Arona     |
| zevenkamp    | 5715 p    |           | 21/22 juni 2025 | Arona     |

Indoor
| Onderdeel   | Prestatie | Datum        | Plaats |
| ----------- | --------- | ------------ | ------ |
| verspringen | 6,12 m    | 5 maart 2023 | Gent   |

## Palmares

### Verspringen
- 2022:  BK indoor AC - 5,91 m
- 2022:  BK AC - 6,18 m
- 2023:  BK AC - 6,06 m
- 2024:  BK AC - 6,27 m

### Zevenkamp
- 2022: 8e WK U20 in Cali - 5401 p
- 2023: 10e EK U20 in Jeruzalem - 5438 p